# Spółdzielnia socjalna
Spółdzielnia socjalna – podmiot polskiego prawa łączący cechy przedsiębiorstwa oraz organizacji pozarządowej. Członkami spółdzielni socjalnej muszą być co najmniej w 50% osoby zagrożone wykluczeniem społecznym. Ustawowo celem spółdzielni jest powrót do uregulowanego życia społecznego i aktywności na rynku pracy jej członków. Spółdzielnia socjalna, jako rodzaj spółdzielni pracy, opiera się na zasadzie osobistego świadczenia pracy przez jej członków.
Instytucja spółdzielni socjalnej została w Polsce wprowadzona nieobowiazującą już ustawą z 20 kwietnia 2004 o promocji zatrudnienia i instytucjach rynku pracy, która jednocześnie zmieniła ustawę z 16 września 1982 Prawo spółdzielcze.
Aktualną podstawą prawną dla działania spółdzielni socjalnych jest ustawa z 27 kwietnia 2006 o spółdzielniach socjalnych.

## Założenie spółdzielni
Spółdzielnię socjalną mogą założyć osoby z pełną zdolnością do czynności prawnych i równocześnie zaliczające się do przynajmniej jednej z następujących kategorii:
- bezrobotni,
- niepełnosprawni,
- uzależnieni od alkoholu, narkotyków lub środków odurzających po zakończeniu leczenia,
- chorzy psychicznie,
- bezdomni realizujący indywidualny program wychodzenia z bezdomności,
- osoby opuszczające więzienie, które mają trudności z reintegracją społeczną,
- uchodźcy uczestniczący w indywidualnym programie integracji,

oraz inne osoby, pod warunkiem, że ich liczba nie przekracza 50% ogólnej liczby założycieli.
Założyciele spółdzielni to 3 osoby, jeżeli założycielami są osoby fizyczne. W takiej sytuacji istnieje obowiązek uzupełnienia składu członkowskiego spółdzielni do 5 osób w terminie 12 miesięcy. [art. 5 ust 1 i nowy ust 1a]
Spółdzielnia socjalna jest osobą prawną i podlega wpisowi do Krajowego Rejestru Sądowego na wniosek założycieli, do którego obowiązkowo dołączają zaświadczenia potwierdzające ich status jako osób należących do wymienionych kategorii (orzeczenie o stopniu niepełnosprawności, zaświadczenie powiatowego urzędu pracy o statusie bezrobotnego, zaświadczenie o statusie bezdomnego realizującego indywidualny program wychodzenia z bezdomności, o zakończeniu przez osoby uzależnione wymaganych programów terapeutycznych itp.).
Spółdzielnię socjalną mogą również założyć co najmniej dwie spośród następujących osób prawnych:
- organizacje pozarządowe w rozumieniu ustawy o działalności pożytku publicznego i o wolontariacie;
- jednostki samorządu terytorialnego;
- kościelne osoby prawne.

Osoby prawne po założeniu spółdzielni socjalnej zobowiązane są do zatrudnienia co najmniej 5 osób spośród tych wymienionych w art. 4 ust. 1 ustawy o spółdzielniach socjalnych w terminie 6 miesięcy od zarejestrowania spółdzielni w Krajowym Rejestrze Sądowym.
Założona spółdzielnia musi w obrocie posługiwać się oznaczeniem "Spółdzielnia Socjalna" lub skrótem SPNS 

## Spółdzielcy
Spółdzielnia socjalna nie może mieć mniej niż 5 i więcej niż 50 członków, w przeciwnym razie podlega likwidacji. To samo dotyczy sytuacji, kiedy limit liczby członków ze szczególnymi kwalifikacjami będzie przekraczał 50% ogólnej liczby członków spółdzielni nieprzerwanie przez 3 miesiące. Ograniczenie maksymalnej ogólnej liczby członków do 50 nie dotyczy spółdzielni socjalnych powstałych z przekształcenia dotychczasowych spółdzielni niewidomych i inwalidów.
Krąg osób, które mogą być członkami spółdzielni, jest szerszy od określonego wyżej kręgu możliwych założycieli.
- W szczególności członkostwo w założonej spółdzielni mogą nabyć osoby zagrożone wykluczeniem społecznym z ograniczoną zdolnością do czynności prawnych.
- Możliwy jest również udział osób nie posiadających statusu wykluczonych, lecz przydatnych dla spółdzielni ze względu na kwalifikacje, których nie posiadają pozostali spółdzielcy; ich liczba nie może przekroczyć 50% ogólnej liczby członków spółdzielni oraz osoby zatrudnione nieprzerwanie przez okres 12 miesięcy w spółdzielni socjalnej, której założycielami były osoby prawne..
- Ponadto członkami mogą być – w braku odmiennych postanowień statutu – organizacje pozarządowe, których celem nie jest osiąganie zysku, np. fundacje, stowarzyszenia, kościelne osoby prawne, a także jednostki samorządu terytorialnego, np. powiat, gmina.

Bez prawa członkostwa pracę na rzecz spółdzielni socjalnej mogą wykonywać osoby skazane na karę ograniczenia wolności oraz wolontariusze.

## Działalność spółdzielni
Spółdzielcy prowadzą działalność o dwojakim charakterze. Nadrzędnym ich celem jest powrót do uregulowanego życia społecznego i zawodowego i temu celowi podporządkowana jest podstawowa działalność spółdzielni. W art. 2 ust. 2 ustawy o spółdzielniach socjalnych wskazano, iż działa ona na rzecz:
- społecznej reintegracji jej członków przez co należy rozumieć działania mające na celu odbudowanie i podtrzymanie umiejętności uczestniczenia w życiu społeczności lokalnej i pełnienia ról społecznych w miejscu pracy, zamieszkania lub pobytu,

- zawodowej reintegracji jej członków przez co należy rozumieć działania mające na celu odbudowanie i podtrzymanie zdolności do samodzielnego świadczenia pracy na rynku pracy- a działania te nie są wykonywane w ramach prowadzonej przez spółdzielnię socjalną działalności gospodarczej.

Drugim celem spółdzielców jest prowadzenie przedsiębiorstwa w oparciu o wspólną pracę (art. 2 ust. 1 ustawy).
Ponadto spółdzielnia socjalna może prowadzić działalność społeczną, kulturalno-oświatową oraz społecznie użyteczną – zarówno na rzecz swoich członków jak również środowiska lokalnego. Cele te są finansowane z nadwyżki bilansowej (art. 10 ust. 1 ustawy), która nie może być podzielona między członków spółdzielni (art. 10 ust. 2 ustawy)

## Wsparcie finansowe ze strony państwa
- Założyciele spółdzielni zwolnieni są z opłat rejestracyjnych – za wpis spółdzielni do Krajowego Rejestru Sądowego i za wydrukowanie ogłoszenia o powstaniu spółdzielni w Monitorze Sądowym i Gospodarczym.
- Osoby chcące założyć spółdzielnię socjalną mogą otrzymać jednorazowo środki z Funduszu Pracy na podjęcie działalności gospodarczej w wysokości nieprzekraczającej 4-krotnej wysokości przeciętnego wynagrodzenia na każdego członka założyciela spółdzielni socjalnej.
- Osoby chcące przystąpić do już istniejącej spółdzielni socjalnej mogą otrzymać środki z Funduszu Pracy w wysokości 3- krotności przeciętnego wynagrodzenia na każdego członka.
- Osoba niepełnosprawna zarejestrowana w powiatowym urzędzie pracy jako osoba bezrobotna albo poszukująca pracy może otrzymać ze środków Państwowego Funduszu Rehabilitacji Osób Niepełnosprawnych środki na wniesienie wkładu do spółdzielni socjalnej w wysokości nie wyższej niż 15-krotność przeciętnego wynagrodzenia.
- Dochody spółdzielni wydatkowane w roku podatkowym na społeczną i zawodową reintegrację jej członków są – w części niezaliczonej do kosztów uzyskania przychodów – zwolnione z podatku dochodowego od osób prawnych (CIT).
- Spółdzielnia socjalna może ubiegać się o sfinansowanie ze środków Funduszu Pracy składek na ubezpieczenie emerytalne, rentowe i wypadkowe od kwoty minimalnego wynagrodzenia osób, o których mowa w art. 4 ust. 1 ustawy o spółdzielniach socjalnych, w pełnej wysokości przez okres 24 miesięcy od dnia zatrudnienia oraz w połowie wysokości przez kolejne 12 miesięcy, na podstawie odpowiedniej umowy między właściwym starostą a spółdzielnią (wymagany udokumentowany wniosek spółdzielni).
- Spółdzielnia socjalna nie musi stosować ustawy o rachunkowości, jeżeli jej przychody netto ze sprzedaży towarów, produktów i operacji finansowych za poprzedni rok obrotowy nie przekroczyły równowartości 1,2 mln euro.

## Zrzeszenia spółdzielni
Podejmowane są próby nawiązania współpracy pomiędzy poszczególnymi spółdzielniami, polegającej m.in. na wymianie doświadczeń i wspólnym staraniach o wprowadzanie przepisów wspierających rozwój spółdzielczości socjalnej. Aktywny na tym polu jest Ogólnopolski Związek Rewizyjny Spółdzielni Socjalnych (OZRSS).
Głównym celem OZRSS jest:
- Promocja i wspieranie idei społecznej spółdzielczości socjalnej;
- Działanie na rzecz szeroko rozumianej reintegracji społecznej i zawodowej;
- Zapewnienie zrzeszonym w nim spółdzielniom socjalnym pomocy w ich działalności statutowej.